# Jin Kyung
Jin Kyung (tiếng Hàn: 진경; sinh ngày 27 tháng 3 năm 1972) là một nữ diễn viên Hàn Quốc.

## Đời tư và sự nghiệp

### Học Vấn
- Trường tiểu học Seoul Jamjeon | Tốt nghiệp 
- Trường Trung Học Nghệ Thuật Seonhwa (Khoa Piano)  | Tốt nghiệp 
- Trường trung học ngoại ngữ Daewon (Khoa tiếng Tây Ban Nha) | Tốt nghiệp 
- Đại học Ngoại ngữ Hankuk (Khoa Pháp và Văn học Pháp) | Bỏ 
- Đại học Dongguk (Khoa Sân khấu và Điện ảnh) | Bỏ
- Đại học Nghệ thuật Quốc gia Hàn Quốc (Khoa Diễn xuất / Lịch sử Nghệ thuật, khoá 1994) | Tốt nghiệp
- Đại học Nghệ thuật Quốc gia Hàn Quốc (Khoa diễn xuất / Thạc sĩ Nghệ thuật Chuyên ngành) | Tốt nghiệp

### Sự nghiệp
Jin Kuyng đã học piano từ khi còn nhỏ. Sở thích diễn xuất của cô bắt đầu khi Jin Kyung xem một vở kịch với chị gái - người đang hoạt động trong Câu lạc bộ Nghiên cứu Nghệ thuật Sân khấu của Viện Nghệ thuật Seoul. 
jin Kyung xuất hiện lần đầu trên sân khấu vào năm 1998 và dành mười năm ở nhà hát, trước khi hoạt động trong lĩnh vực điện ảnh và truyền hình. Cô đã giành giải Nữ diễn viên phụ xuất sắc nhất tại Giải thưởng nghệ thuật Baeksang lần thứ 50 cho phim kinh dị "Truy lùng siêu trộm" vào năm 2013.
Vào tháng 11 năm 2020, Jin Kyung ký hợp đồng với công ty mới YG Entertainment.
Vào tháng 5 năm 2025, Jin Kyung đã chấm dứt hợp đồng với YG Entertainment và kí hợp đồng độc quyền mới với công ty Aer Entertainment (công ty con của Story J Company)
Cô đoạt giải Nữ diễn viên phụ xuất sắc nhất tại SBS Drama Awards lần thứ 28 với vai Oh Myung Sim trong bộ phim truyền hình dài tập Người thầy y đức 2.

### Đời tư
Jin Kyung tiết lộ trên chương trình tạp kỹ "Happy Together" rằng cô đã kết hôn nhưng hiện đã ly hôn.

## Phim đã tham gia

### Phim truyền hình
| Năm  | Tên phim bằng tiếng Việt                | Tên phim bằng tiếng Anh                       | Tên phim bằng tiếng Hàn     | Vai diễn                                                 |
| ---- | --------------------------------------- | --------------------------------------------- | --------------------------- | -------------------------------------------------------- |
| 2008 | Huyền thoại Iljimae                     | Iljimae                                       | 일지매                      | Vợ của thầy bói mù                                       |
| 2009 | Thiện Đức nữ vương ( Nữ hoàng Seondeok) | Queen Seon Deok                               | 선덕여왕                    | Ga Samwol - tì nữ ngự thiện phòng                        |
| 2009 | Bốn chàng quý tử                        | My Too Perfect Sons                           | 솔약국집 아들들             | Cha Chul-soon - Bác sĩ tại Bệnh viện Daejin              |
| 2010 | Bác sĩ khoa sản                         | Obstetrics and Gynecology Doctors (OB and GY) | 산부인과                    | Im Seung Dae - Bệnh nhân (Tập 1 & 5)                     |
| 2010 | Tôi là huyền thoại                      | I Am Legend                                   | 나는 전설이다 2010          | Kim Jun Hyung (Hannah)                                   |
| 2011 | Cuộc chiến hoa hồng                     | War of the Roses                              | 장미의 전쟁                 | Kim Nan-jung                                             |
| 2012 | Gia đình chồng tôi                      | My Husband Got a Family                       | 넝쿨째 굴러온 당신          | Min Ji-young                                             |
| 2012 | Bóng ma                                 | Phantom                                       | 유령                        | Oh Yeon-sook (Khách mời)                                 |
| 2012 | Chàng trai tốt bụng                     | The Innocent Man                              | 세상 어디에도 없는 착한남자 | Hyeon Jyeong-hwa                                         |
| 2012 | Bố nuôi Mr.Kim                          | Cheer Up, Mr. Kim!                            | 힘내요, 미스터 김!          | Jo Jae-nam                                               |
| 2013 | Cửu gia thư                             | Gu Family Book                                | 구가의 서                   | Yeo-joo                                                  |
| 2013 | Lớp học của nữ hoàng                    | The Queen's Classroom                         | 여왕의 교실                 | Jung Hwa-shin                                            |
| 2013 | Thiên thần áo trắng (Bác sĩ tốt)        | Good Doctor                                   | 굿 닥터                     | Nam Joo-yeon                                             |
| 2013 | Bóng rổ                                 | Basketball                                    | 빠스껫 볼                   | Người phụ nữ đến từ Bamsil                               |
| 2014 | Hạnh phúc có thật                       | Wonderful Days                                | 참 좋은 시절                | Cha Hae-joo                                              |
| 2014 | Chỉ có thể là yêu                       | It's Okay, That's Love                        | 괜찮아, 사랑이야            | Lee Young-jin                                            |
| 2014 | Nước mắt thiên đường                    | Tears of Heaven                               | 천국의 눈물                 | Mẹ nuôi (Khách mời)                                      |
| 2014 | Cặp đôi trái ngược (Cô bé người gỗ)     | Pinocchio                                     | 피노키오                    | Song Cha-ok                                              |
| 2015 | Bác sĩ ma cà rồng                       | Blood                                         | 블러드                      | Choi Kyung-in                                            |
| 2015 | Ngày Đó, Ta Yêu Nhau                    | The Time We Were Not in Love                  | 너를 사랑한 시간            | Choi Mi-hyang                                            |
| 2015 | Thần Vệ Nữ của anh                      | Oh My Venus                                   | 오 마이 비너스              | Choi Hye-ran                                             |
| 2016 | Yêu không kiểm soát                     | Uncontrollably Fond                           | 함부로 애틋하게             | Shin Young-ok                                            |
| 2016 | Anh hùng khu phố                        | Local Hero                                    | 동네의 영웅                 | Sun-young                                                |
| 2016 | Chuyện tình luật sư                     | Woman with a Suitcase                         | 캐리어를 끄는 여자          | Goo Ji-Hyun                                              |
| 2016 | Nữ hoàng bình phẩm                      | Gogh, The Starry Night                        | 고호의 별이 빛나는 밤에     | Giám Đốc sáng Tạo Yoon (Tập. 1 & 13-14)                  |
| 2016 | Người thầy y đức                        | Dr. Romantic                                  | 낭만닥터 김사부             | Oh Myeong-shim                                           |
| 2017 | Bất khả xâm phạm                        | Untouchable                                   | 언터처블                    | Jung Yoon-mi                                             |
| 2018 | Người Duy Nhất Bên Em ( Vì con mà sống) | My Only One                                   | 하나뿐인 내편               | Na Hong-joo                                              |
| 2020 | Người thầy y đức 2                      | Dr. Romantic 2                                | 낭만닥터 김사부 2           | Oh Myeong-shim                                           |
| 2020 | Chuyện tình ở Samkwang                  | Homemade Love Story                           | 오! 삼광빌라!               | Jung min-jae                                             |
| 2021 | L.U.C.A: Sự khởi đầu                    | L.U.C.A.: The Beginning                       | 루카: 더 비기닝             | Hwang Jung-ah                                            |
| 2021 | Góc khuất học đường                     | Melancholia                                   | 멜랑꼴리아                  | Noh Jung-ah (Trưởng ban giáo vụ trường trung học Ahsung) |
| 2022 | Nữ luật sư kỳ lạ Woo Young Woo          | Extraordinary Attorney Woo                    | 이상한 변호사 우영우        | Tae Soo-mi                                               |
| 2022 | Hợp đồng tình yêu                       | Love in Contract                              | 월수금화목토                | Yoo Mi-ho                                                |
| 2023 | Người thầy y đức 3                      | Dr. Romantic 3                                | 낭만닥터 김사부 3           | Oh Myeong-shim                                           |
| 2023 | Phong hậu                               | Queenmaker                                    | 퀸메이커                    | Seo Min Jeong                                            |
| 2023 | Hiệp sĩ áo đen                          | Black Knight                                  | 택배기사                    | Chae Jin-kyung (Tổng thống Hàn Quốc)                     |
| 2023 | Thợ săn nói dối                         | My Lovely Liar                                | 소용없어 거짓말             | Cha Hyang-suk (Mẹ của Sol-hee)                           |
| 2023 | Hôn Nhân Hợp Đồng của cô Park           | The Story of Park's Marriage Contract         | 열녀박씨 계약결혼뎐         | Min Hye-suk                                              |
| 2025 |                                         | My Youth                                      | 마이 유스                   | Kim Pil Doo                                              |
| 2025 |                                         | Notes From The Last Row                       | 맨 끝줄 소년                | Jo-Hyun-Suk                                              |

### Phim điện ảnh, phim ngắn
| Năm  | Tên phim bằng tiếng Việt       | Tên phim bằng tiếng Anh                                | Tên phim bằng tiếng Hàn       | Vai diễn                                                                  |
| ---- | ------------------------------ | ------------------------------------------------------ | ----------------------------- | ------------------------------------------------------------------------- |
| 2000 |                                | Sugar Hill                                             |                               | Người vợ                                                                  |
| 2001 |                                | I Wish I Had a Wife                                    | 나도 아내가 있었으면 좋겠다   | Nhân viên du lịch                                                         |
| 2001 |                                | Paradise Villa                                         | 파라다이스 빌라               | Nhân viên bán máy lọc nước                                                |
| 2004 | Người đẹp nói dối              | Too Beautiful to Lie                                   | 그녀를 믿지 마세요            | Joo Young-ok                                                              |
| 2004 |                                | A Smile                                                | 미소                          | Nhà văn Ahn                                                               |
| 2005 |                                | The Bayer Piano Lesson for Children Vol. 1 (Phim ngắn) |                               | Giáo viên dạy Piano                                                       |
| 2006 | Điều cấm kị                    | Forbidden Quest                                        | 음란서생                      | Vợ của Yoon-seo                                                           |
| 2006 | Tình Không Biên Giới           | Love Phobia                                            | 도마뱀                        | Nữ giáo viên                                                              |
| 2009 |                                | The Room Nearby                                        | 그녀들의 방                   | Cô giáo Park                                                              |
| 2009 | Vụ giết người ở Itaewon        | The Case of Itaewon Homicide (Itaewon murder case)     | 이태원 살인사건               | Vợ của công tố viên Park                                                  |
| 2009 |                                | Fly, Penguin                                           | 날아라 펭귄                   | Kwon Soo-min                                                              |
| 2009 |                                | Where Are You Going?                                   | 특별시 사람들                 | Giáo viên chủ nhiệm                                                       |
| 2010 |                                | Happy Killers                                          | 반가운 살인자                 | Mi-young                                                                  |
| 2011 | Đội bóng đặc biệt              | GLove                                                  | 글러브                        | Cô giáo Nun                                                               |
| 2011 |                                | Hanji                                                  | 달빛 길어올리기               | Nữ trưởng phòng                                                           |
| 2011 | (Xác chết không đầu) Cái đầu   | Head                                                   | 헤드                          | Nữ y tá                                                                   |
| 2011 | Một lý do để tồn tại (Lẽ sống) | A Reason to Live                                       | 오늘                          | Chị gái của Sangwoo                                                       |
| 2012 | Không khuất phục               | Unbowed                                                | 부러진 화살                   | Vợ của Park Jun                                                           |
| 2012 |                                | Hoya (Eighteen, Nineteen)                              | 열여덟,열아홉                 | Giáo viên chủ nhiệm (Khách mời)                                           |
| 2012 | Kẻ chủ mưu                     | Miss Conspirator                                       | 미쓰 GO                       | Cô Go (Khách mời)                                                         |
| 2013 | Học trò xã hội đen             | My Paparotti                                           | 파파로티                      | Mi-sun (Vợ của Sang-jin)                                                  |
| 2013 | Truy Lùng Siêu Trộm            | Cold Eyes                                              | 감시자들                      | Cảnh sát trưởng Lee Young Suk                                             |
| 2014 | Vị cứu tinh bất đắc dĩ         | Slow Video                                             | 슬로우 비디오                 | Shim (Nhân viên)                                                          |
| 2015 | Âm mưu của Lọ Lem              | Perfect Proposal                                       | 은밀한 유혹                   | Jang Hye-jin                                                              |
| 2015 | Sứ mệnh truy sát               | Assassination                                          | 암살                          | Ahn Seong-sim                                                             |
| 2015 | Chạy đâu cho thoát             | Veteran                                                | 베테랑                        | Lee Joo-yeon                                                              |
| 2015 | Vòng tròn chuộc tội            | Circle of Atonement                                    | 비밀                          | Phóng viên Kim                                                            |
| 2015 | Giả bộ nhiệt tình              | You Call It Passion                                    | 열정같은소리하고있네          | Jang, quản lý JS                                                          |
| 2016 |                                | The Great Actor                                        | 대배우                        | Ji Young                                                                  |
| 2016 | Ông trùm                       | Master                                                 | 마스터                        | Kim Mi-yong                                                               |
| 2018 | Chuyện tình anh đô vật         | Love+Sling (Wrestler)                                  | 레슬러                        | Mi-ra                                                                     |
| 2018 | Chứng nhân hoàn hảo            | The Witness                                            | 목격자                        | Soo-jin                                                                   |
| 2019 | Gia đình quái đản              | Sunkist Family                                         | 썬키스 패밀리                 | Yoo-Mi                                                                    |
| 2020 | Chó săn tiền                   | Beasts Clawing At Straws                               | 지푸라기라도 잡고 싶은 짐승들 | Young-Sun                                                                 |
| 2021 | Án tử trên xe                  | Hard Hit                                               | 발신제한                      | Ban Yeong Hee (Đội trưởng đội xử lý bom mìn thuộc sở cảnh sát tỉnh Busan) |
| 2022 | Yaksha: Nhiệm vụ tàn khốc      | Yaksha: Ruthless Operations                            | 야차                          | Yeom Jeong-won                                                            |
| 2023 | Những kẻ buôn lậu              | Smugglers                                              | 밀수                          | Giám đốc Laura                                                            |
| 2023 |                                | The Boys                                               | 소년들                        | Yoon Mi-sook                                                              |
| 2024 | Đố anh còng được tôi           | I, the Executioner (Veteran 2)                         | 베테랑2                       | Lee Joo-yeon                                                              |
| 2025 |                                | Midnight Sun (Song of the sun)                         | 태양의 노래                   | Gyeong Sun (Mẹ của Mi Sol)                                                |

### KBS Drama Special
| Năm  | Tên phim bằng tiếng Việt | Tên phim bằng tiếng Anh      | Tên phim bằng tiếng Hàn | Vai diễn            |
| ---- | ------------------------ | ---------------------------- | ----------------------- | ------------------- |
| 2010 |                          | Texas Hit                    | 텍사스 안타             | Vợ của Jae-Hun      |
| 2013 |                          | Outlasting Happiness         | 끈질긴 기쁨             | Jin Kyung           |
| 2014 |                          | The Girl Who Became a Photo  | 액자가 된 소녀          | Cảnh sát Seo Ji Eun |
| 2019 |                          | A Child Saw (Rural Outcasts) | 웬 아이가 보았네        | Won Mi              |

## Giải thưởng và đề cử
| Năm  | Giải thưởng                                | Thể loại                                                           | Phim                                           | Kết quả   |
| ---- | ------------------------------------------ | ------------------------------------------------------------------ | ---------------------------------------------- | --------- |
| 2012 | KBS Drama Awards                           | Nữ diễn viên phụ xuất sắc nhất                                     | Gia đình chồng tôi, Chàng trai tốt bụng        | Đề cử     |
| 2013 | Buil Film Awards lần thứ 22                | Nữ diễn viên phụ xuất sắc nhất                                     | Truy lùng siêu trộm                            | Đề cử     |
| 2013 | KBS Drama Awards                           | Nữ diễn viên phụ xuất sắc nhất                                     | Thiên thần áo trắng (Bác sĩ tốt)               | Đề cử     |
| 2014 | Giải thưởng nghệ thuật Baeksang lần thứ 50 | Nữ diễn viên phụ xuất sắc nhất                                     | Truy lùng siêu trộm                            | Đoạt giải |
| 2014 | SBS Drama Awards                           | Giải thưởng đặc biệt, nữ diễn viên trong phim truyền hình ngắn tập | Chỉ có thể là yêu, Pinocchio                   | Đoạt giải |
| 2014 | KBS Drama Awards                           | Nữ diễn viên phụ xuất sắc nhất                                     | Hạnh phúc có thật, The Girl Who Became a Photo | Đề cử     |
| 2015 | Giair điện ảnh Rồng Xanh lần thứ 36        | Nữ diễn viên phụ xuất sắc nhất                                     | Chạy đâu cho thoát                             | Đề cử     |
| 2016 | Max Movie Awards lần thứ 11                | Nữ diễn viên phụ xuất sắc nhất                                     | Chạy đâu cho thoát                             | Đề cử     |
| 2016 | MBC Drama Awards                           | Nữ diễn viên vàng (Dự án đặc biệt)                                 | Chuyện tình luật sư                            | Đề cử     |
| 2016 | SBS Drama Awards                           | Nữ diễn viên phụ xuất sắc nhất                                     | Người thầy y đức                               | Đề cử     |
| 2018 | KBS Drama Awards                           | Nữ diễn viên phụ xuất sắc nhất                                     | Người duy nhất bên em                          | Đề cử     |
| 2018 | KBS Drama Awards                           | Cặp đôi hoàn hảo (với Choi Soo-jong)                               | Người duy nhất bên em                          | Đoạt giải |
| 2019 | Liên hoan phim điện ảnh vàng lần thứ 39    | Giải thưởng đặc biệt của Ban giám khảo                             | —                                              | Đoạt giải |
| 2020 | SBS Drama Awards lần thứ 28                | Nữ phụ xuất sắc nhất                                               | Người thầy y đức 2                             | Đoạt giải |
| 2023 | SBS Drama Awards                           | Best Supporting Actress in a Seasonal Drama                        | Người thầy ấy đức 3                            | Đề cử     |